# Harold Daniell
Harold L. Daniell, född 29 oktober 1909, död 19 januari 1967, var en engelsk motorcykelförare. Han tillhörde i slutet av 1930-talet Europaeliten och återtog efter krigsslutet sin topposition.
Daniell började tävla i slutet av 1920-talet, körde sin första Isle of Man-tävling 1930 och vann där klass C i Manx GP 1933. Han tävlade sedan början av 1930-talet uteslutande på Norton, från 1937 som officiell lagmedlem. Han vann vidare klass B i Tysklands GP 1937, både B och C i Schweiz GP 1938, klass C i Belgiens GP 1947 samt blev tvåa i Europas GP (i Tyskland) och Hollands TT 1937. På Isle of Man segrade han i Senior TT 1938 och 1947 samt blev tvåa i Junior TT 1939. Före kriget hemförde han dessutom flera segrar på Brooklands och Donington Park.